# John Zuccarini
John Zuccarini (* 1947) je americký podnikatel a typosquatter. Jeho aktivity se dlouhodobě zaměřovaly na nejčastější chyby v názvech serverů hojně navštěvovaných dětmi – takto odvozené domény si registroval a umisťoval na ně přesměrování na své stránky s tvrdou pornografií. Stránky byly obvykle vybaveny různými vylepšeními, komplikujícími jejich opuštění. V roce 2001 obdržel od Federální komise pro obchod (Federal Trade Commission) za své spekulace s doménami typosquottingového typu pokutu ve výši téměř 2 miliónů dolarů a poté uprchl na Bahamy. Odtud se koncem roku 2002 tajně vrátil a žil na Floridě. V roce 2003 byl pro své výše zmíněné aktivity zatčen, obžalován na základě Truth in Domain Names Act a odsouzen na 2 1/2 roku vězení – propuštěn byl za dobré chování po odpykání 2/3 trestu.